# کریس (بازیکن فوتبال)
کریس با نام کامل (به پرتغالی: Chrystiano Gomes Ferraz) مهاجم اهل برزیل است که در شهر ریودو ژانیرو و در تاریخ ۶ دسامبر ۱۹۸۶ به دنیا آمده‌است.
کریس در تیم‌های فوتبال América-RJ سابقهٔ حضور دارد.